# Beekbusch bei Hohen Mistorf
Beekbusch bei Hohen Mistorf este o arie protejată (arie specială de conservare — SAC, sit de importanță comunitară — SCI) din Germania întinsă pe o suprafață de 37 ha, integral pe uscat.

## Localizare
Centrul sitului Beekbusch bei Hohen Mistorf este situat la coordonatele 53°47′25″N 12°40′40″E / 53.7903°N 12.6778°E.

## Înființare
Situl Beekbusch bei Hohen Mistorf a fost declarat sit de importanță comunitară în aprilie 2004 pentru a proteja 1 specie de animale. Situl a fost protejat și ca arie specială de conservare în august 2016.

## Biodiversitate
Situată în ecoregiunea continentală, aria protejată conține 3 habitate naturale: Cursuri de apă de la nivel de câmpie la nivel montan, cu vegetație Ranunculion fluitantis și Callitricho-Batrachion, Păduri de fag Asperulo-Fagetum, Păduri aluvionare cu Alnus glutinosa și Fraxinus excelsior (Alno-Padion, Alnion incanae, Salicion albae).
La baza desemnării sitului se află o specie protejată de  nevertebrate: Osmoderma eremita